# Valgrana
Valgrana (en français Valgran) est une commune italienne de la province de Coni, dans la région Piémont.

## Géographie
Valgrana se situe à l'entrée de la vallée du même nom, le Val Grana.

## Histoire
La commune a fait partie de l'arrondissement de Coni durant l'Empire napoléonien.

## Administration
| Période                                  | Période | Identité | Étiquette | Qualité |
| ---------------------------------------- | ------- | -------- | --------- | ------- |
|                                          |         |          |           |         |
| Les données manquantes sont à compléter. |         |          |           |         |

### Communes limitrophes
Bernezzo, Caraglio, Montemale di Cuneo, Monterosso Grana, Rittana